# Ottawa (Kansas)
Ottawa ist eine Stadt im US-Bundesstaat Kansas und der County Seat des Franklin County. Sie hatte zum Zeitpunkt der Volkszählung 2020 des US Census Bureau 12.625 Einwohner. Sie befindet sich an beiden Ufern des Marais des Cygnes River in der Nähe des Zentrums von Franklin County.

## Geschichte
Der Name leitet sich vom Indianerstamm der Ottawa ab, in dessen Reservat die Stadt angelegt wurde. Im Frühjahr 1864 wurde das Land durch einen Vertrag, der mit der Gründung der Ottawa University verbunden war, vom Stamm erworben. Die Ottawa hatten 20.000 Acres Land gespendet, um eine Schule für die Ausbildung von Indianern und Nicht-Indianern gleichermaßen zu gründen und zu finanzieren. Das Wort Ottawa selbst bedeutet "handeln". Siedler erbauten die ersten europäischen Häuser im Jahr 1964. Im Jahr 1867 verkaufte der Ottawa-Stamm sein verbliebenes Land in Kansas und zog in das Indianerterritorium in Oklahoma.
Eine Reihe von Deichen und Pumpstationen, die in den 1960er Jahren vom U.S. Army Corps of Engineers gebaut wurden schützen die Stadt vor Überflutungen durch den Marais des Cygnes River.

## Demografie
Nach einer Schätzung von 2019 leben in Ottawa 12.254 Menschen. Die Bevölkerung teilte sich im selben Jahr auf in 91,4 % Weiße, 1,7 % Afroamerikaner, 0,5 % amerikanische Ureinwohner, 0,6 % Asiaten und 4,4 % mit zwei oder mehr Ethnizitäten. Hispanics oder Latinos aller Ethnien machten 5,5 % der Bevölkerung aus. Das mittlere Haushaltseinkommen lag bei 46.808 US-Dollar und die Armutsquote bei 13,9 %.
| Jahr | Einwohner¹ |
| ---- | ---------- |
| 1900 | 6.934      |
| 1950 | 10.081     |
| 1960 | 10.673     |
| 1970 | 11.036     |
| 1980 | 11.016     |
| 1990 | 10.667     |
| 2000 | 11.921     |
| 2010 | 12.649     |
| 2020 | 12.625     |

¹ 1900 – 2020: Volkszählungsergebnisse

## Bildung
Die private Ottawa University befindet sich in Ottawa, und Ottawa ist auch die Heimat eines Zweigcampus des Neosho County Community College.

## Sehenswürdigkeiten
In der Innenstadt von Ottawa befindet sich das Plaza Grill and Cinema (ehemals Crystal Plaza und Bijou Theater), das 2013 als ältestes noch in Betrieb befindliches Kino in Amerika entdeckt wurde.

## Söhne und Töchter der Stadt
- Merritt C. Mechem (1870–1946), Politiker
- Robert E. Hopkins (1886–1966), Drehbuchautor
- Jerry Voorhis (1901–1984), Politiker
- John Griggs Thompson (* 1932), Mathematiker
- Gary Hart, ursprünglich Gary Hartpence (* 1936), Politiker und Autor
- Steven Alan Hawley (* 1951), Astronaut